# Suříkovec rehkovitý
Suříkovec rehkovitý (Pericrocotus cinnamomeus) je malý pěvec, kterého lze najít v jihoasijských tropech od Indie po Indonésii.

## Popis
Měří 16 cm a má silný zobák. Samec má šedou hlavu, záda a vrchní stranu křídel a oranžový zbytek těla. Samice je šedá svrchu a žlutá zespoda. Zároveň je také rozdíl v odstínech v závislosti na geografickém výskytu.

## Chování
Je velice hojný a zdržuje se hlavně v křovinách. Hnízdo má košíkovitý tvar a samice do něj klade 2 až 4 vejce.
Živí se hmyzem, který chytá buď za letu, či vsedě na větvích. 
Tvoří malá hejna. 